# Polnische Polizei im Generalgouvernement

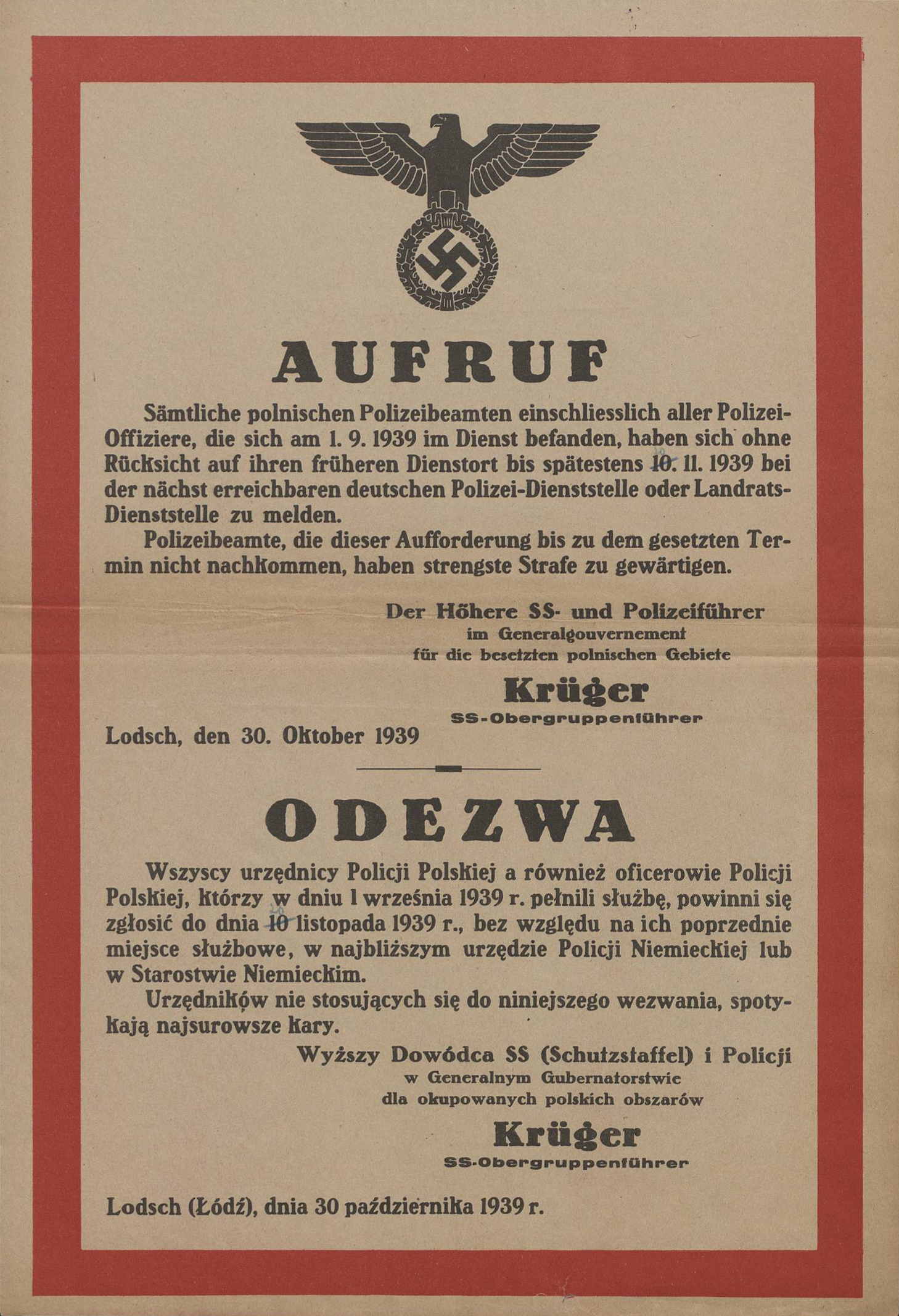
Aufruf an die Vorkriegsbeamten

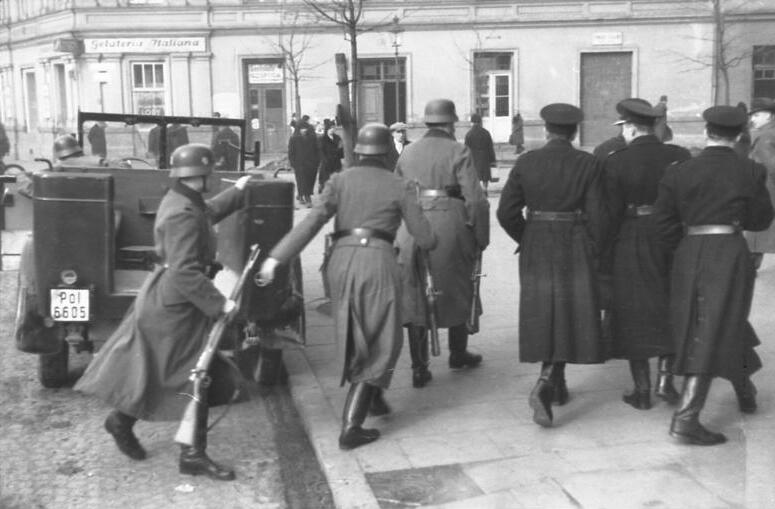
Razzia deutsche Ordnungspolizei und Blaue Polizei, Krakau 1941

Die polnische Polizei im Generalgouvernement (polnisch Granatowa Policja, Blaue Polizei) waren von Deutschland aufgestellte Polizeieinheiten, die ab Ende 1939 aus Mitgliedern der Vorkriegspolizei Polens auf Befehl des Generalgouverneurs Hans Frank geschaffen wurden.

## Gründung
Am 30. Oktober 1939 erließ der Höhere SS- und Polizeiführer im Generalgouvernement Friedrich-Wilhelm Krüger unter strenger Strafandrohung eine Verordnung zur Wiederaufnahme des Dienstes der vormaligen polnischen Polizisten. Offiziell entstand die Polizei im Generalgouvernement am 17. Dezember 1939 durch Verordnung von Hans Frank. Die höheren Dienstgrade wurden von politisch unsicheren Beamten gesäubert und im  Januar 1940 betrug der Personalstand 10.000 Mann. Die Unterhaltskosten mussten von den polnischen Gemeinde- und Kreisbehörden getragen werden. Der entstehende polnische Untergrundstaat und die Exilregierung tolerierten die Dienstaufnahme der Vorkriegsbeamten, da man sich erhoffte, dass die Bürger vor gewöhnlicher Kriminalität und Bandenunwesen geschützt würden und ihre Landsleute nach ihren Möglichkeiten vor dem Terror der Besatzer schützen würden. Auch Sicherheitsinformationen erhoffte sich der Untergrund. Stigmatisiert wurden hingegen junge Männer, die freiwillig neu in die polnische Polizei eintraten. Da die deutschen Polizeikräfte im Generalgouvernement mit der Bekämpfung des polnischen Widerstandes befasst waren, wurde die so genannte Blaue Polizei (Name bezieht sich auf die blauen Polizeiuniformen) aufgestellt. Rund 18.000 bewaffnete polnische Polizisten und eine etwa gleich hohe Anzahl deutscher Polizisten wurden der SS unterstellt. 

## Beteiligung an der Judenverfolgung
Die Durchsetzung der antijüdischen deutschen Besatzungverordnungen gehörte zu den Aufgaben der polnischen Polizei. Laut dem Chronisten des Warschauer Ghettos Emanuel Ringelblum gehörten dazu die Bewachung der Ghettobegrenzung, bewaffnete Begleitung bei Umsiedlungsaktionen, Aufspüren von versteckten Juden nach Umsiedlungsaktionen sowie das Erschießen von zum Tode verurteilten Juden. In Warschau führte die blaue Polizei auf Anweisung der deutschen Behörden vom 16. bis 20. November 1940 Massenverhaftungen von Juden durch, die sich geweigert hatten ins Ghetto zu ziehen. Die Zahl der bei der Novemberrazzia ergriffenen Juden wird auf 15.000 bis 20.000 geschätzt. Das war nur der Beginn der Suchaktionen, die sich nach der Liquidierung des Ghettos von 1942/43 enorm verstärkten. In den Kleinstädten der Provinz und im ländlichen Raum waren die Polizisten mit ihren Kontakten zur jüdischen Bevölkerung ein noch wichtigeres Element der Judenverfolgung. Erschießungen von Juden auf deutsche Anweisung kamen immer häufiger vor und in der Zeit der Ghettoliquidierungen führten polnische Polizisten vielerorts Hinrichtungen durch. Diese Exekutionen waren der Beginn der Endlösung der Judenfrage, die im Generalgouvernement im Frühjahr 1942 begann.
Der polnisch-kanadische Historiker Jan Grabowski stellt fest, dass ohne die Mittäterschaft der „blauen Polizei“ und auch der polnischen Kriminalpolizei der Mord an den Juden in diesem Ausmaß nicht möglich gewesen wäre.

## Distrikt Galizien
Im 1941 gebildeten Distrikt Galizien des Generalgouvernements gab es keine polnische Polizei. Dort wurden die Polizeieinheiten aus Ukrainern gebildet. Sie trugen deutsche Uniformen mit ukrainischen Dreizack-Wappen auf den Mützen. Erst als die ukrainischen Polizisten mit den Waffen zu den ukrainischen Partisanen massenhaft übergelaufen waren, versuchten die deutschen Behörden auch im Distrikt Galizien polnische Polizeieinheiten zu bilden.

## Weitere Literatur
- Shmuel Krakowski: Polnische Polizei, in: Encyclopedia of the Holocaust, Band 3, 1990, S. 1178f. (engl.)
- Klaus-Peter Friedrich Collaboration in a “Land without a Quisling”: Patterns of Cooperation with the Nazi German Occupation Regime in Poland during World War II – Slavic Review Vol. 64, No. 4 (Winter, 2005), S. 711–746 (engl.).
- Hempel, Adam (1987). Policja granatowa w okupacyjnym systemie administracyjnym Generalnego Gubernatorstwa: 1939–1945. Warszawa, Instytut Wydawniczy Związków Zawodowych. 83. S. (poln.)
- Hempel, Adam (1990). Pogrobowcy klęski: rzecz o policji „granatowej“ w Generalnym Gubernatorstwie 1939–1945. Warszawa, Państwowe Wydawnictwo Naukowe. S. 435. ISBN 8301092912.  (poln.)
- Itamar Levin, Rachel Neiman Walls Around: The Plunder of Warsaw Jewry During World War II and Its Aftermath. Greenwood Publishing Group, 2003. (engl.). ISBN 0-275-97649-1
- Piotrowski, Tadeusz (1997). Poland’s Holocaust: Ethnic Strife, Collaboration with Occupying Forces and Genocide.... McFarland & Company. pp. 108–110. ISBN 0-7864-0371-3 (engl.).
- „Policja Polska Generalnego Gubernatorstwa“. Encyklopedia Internetowa PWN. (2005). Warszawa, Państwowe Wydawnictwa Naukowe. (poln.)
- Jan Grabowski: Na posterunku. Udzial polskiej policji granatowej i kryminalnej w Zagladzie Zydów. Czarne, Wołowiec 2020. 432 S., ISBN 978-83-8049-986-7 (poln.)

## Belege
1. ↑  Jan Grabowski: Willige Helfer – Die Beteiligung der «blauen» Polnischen Polizei des Generalgouvernements am Holocaust. In: Einsicht 2021 – Bulletin des Fritz Bauer Instituts. Fritz Bauer Institut S. 16 f.
2. ↑  Jan Grabowski: Willige Helfer – Die Beteiligung der «blauen» Polnischen Polizei des Generalgouvernements am Holocaust. S. 17 f.
3. ↑  Jan Grabowski: Willige Helfer – Die Beteiligung der «blauen» Polnischen Polizei des Generalgouvernements am Holocaust. S. 20.